# Clube de Natação de Rio Maior
Clube de Natação de Rio Maior, é um clube desportivo da cidade de Rio Maior com as modalidades de patinagem artística,  atletismo e natação.
Já por 13 vezes atletas que representam o clube foram medalhados em competições internacionais.

## Atletas de destaque
- Susana Feitor
- João Vieira
- Sérgio Vieira
- Carlos Nuno Calado
- Vera Santos
- Inês Henriques